# Phthiria consors
Phthiria consors är en tvåvingeart som beskrevs av Osten Sacken 1887. Phthiria consors ingår i släktet Phthiria och familjen svävflugor. Inga underarter finns listade i Catalogue of Life.